# Lethrinus atlanticus
Lethrinus atlanticus är en fiskart som beskrevs av Valenciennes, 1830. Lethrinus atlanticus ingår i släktet Lethrinus och familjen Lethrinidae. Inga underarter finns listade i Catalogue of Life.